# Steffen Bilger

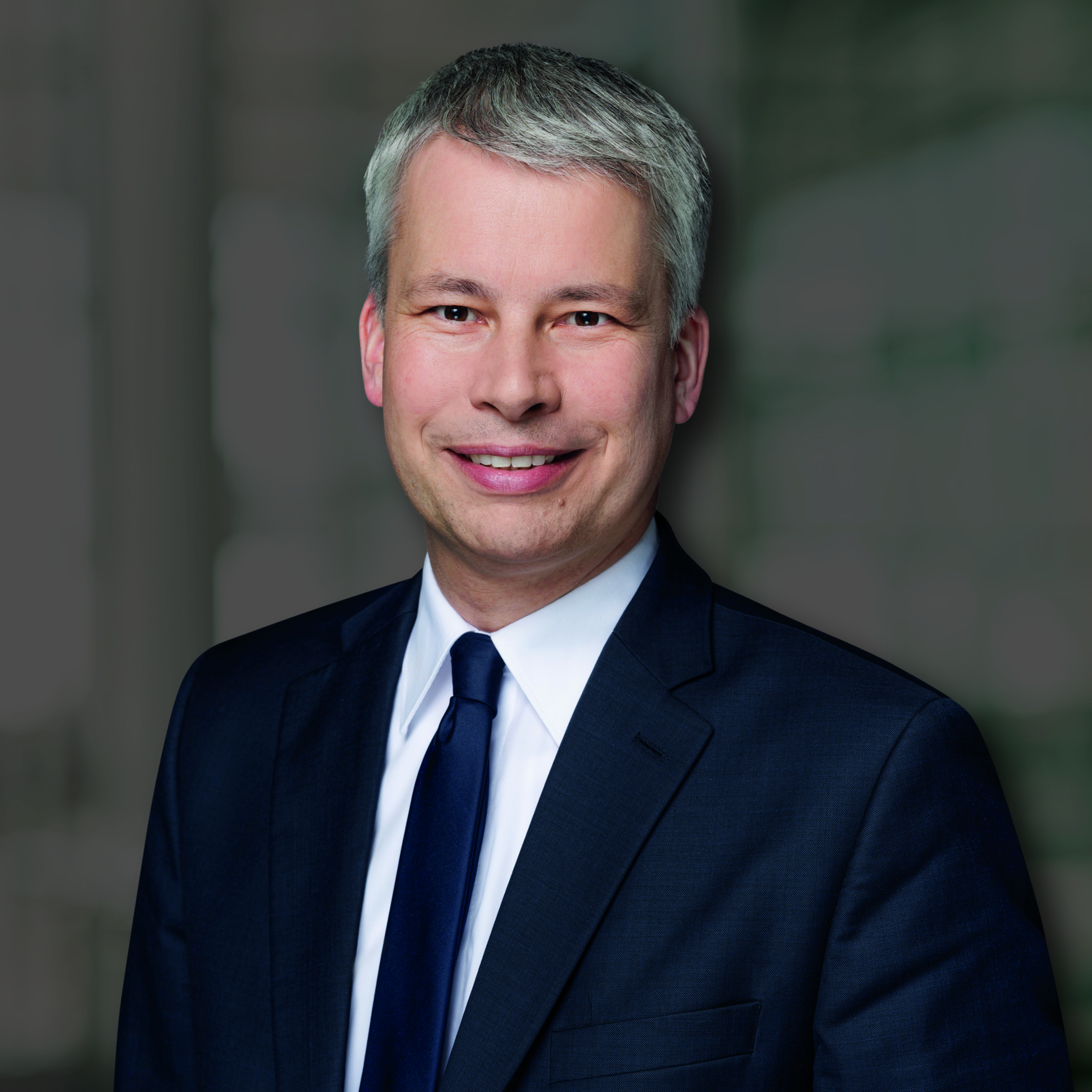
Steffen Bilger (2024)

Steffen Rudi Bilger (* 16. Februar 1979 in Schongau) ist ein deutscher Politiker (CDU). Er ist seit 2009 Mitglied des Deutschen Bundestages und seit 2025 Erster Parlamentarischer Geschäftsführer der CDU/CSU-Bundestagsfraktion. Zuvor war er von 2018 bis 2021 Parlamentarischer Staatssekretär beim Bundesminister für Verkehr und digitale Infrastruktur. Außerdem ist er stellvertretender Fraktionsvorsitzender der CDU/CSU-Fraktion und Mitglied im Bundesvorstand der CDU.

## Leben
Bilger wuchs in Backnang auf, sein Vater war Sozialdiakon, die Mutter Erzieherin. Nach dem Abitur 1998 am Max-Born-Gymnasium Backnang leistete er seinen Zivildienst bei der Erlacher Höhe in der Außenstelle Haus Friedrichstraße in Backnang ab. Danach absolvierte er ein Studium der Rechtswissenschaften an der Eberhard-Karls-Universität Tübingen, das er 2004 mit der ersten juristischen Staatsprüfung beendete. Darauf schloss Bilger 2006 ein Rechtsreferendariat am Landgericht Stuttgart mit der zweiten juristischen Staatsprüfung ab. 2007 wurde er als Rechtsanwalt zugelassen und gründete gemeinsam mit zwei Kollegen eine Rechtsanwaltskanzlei. Von 2007 bis Februar 2018 war er als Rechtsanwalt tätig. Von 2006 bis 2009 war Bilger zudem in der Strategieabteilung des Mannheimer Energiedienstleistungs-Unternehmens MVV Energie tätig.

## Partei
Schon als Schüler trat Bilger 1996 in die Junge Union ein und wurde auch Mitglied der CDU. Von 1998 bis 1999 fungierte er als Landesvorsitzender der Schüler Union Baden-Württemberg sowie von 1998 bis 2000 als Bundesgeschäftsführer der Schüler Union Deutschlands. 2006 wurde Bilger zum Landesvorsitzenden der Jungen Union Baden-Württemberg gewählt und in den Jahren 2008, 2009 und 2010 im Amt bestätigt.
Am 1. Oktober 2011 wurde Bilger zum Bezirksvorsitzenden der CDU Nordwürttemberg, dem größten der vier CDU-Bezirke in Baden-Württemberg, gewählt. Er setzte sich dabei deutlich gegen seinen Mitbewerber, den ehemaligen Kunst-Staatssekretär Dietrich Birk, durch. Nach seiner Wahl zum CDU-Bezirksvorsitzenden kandidierte er nicht erneut als Landesvorsitzender der Jungen Union und wurde in diesem Amt am 12. November 2011 vom Mannheimer CDU-Stadtrat Nikolas Löbel abgelöst.
Seit Januar 2022 ist Steffen Bilger Mitglied des CDU-Bundesvorstands.
Zudem ist Steffen Bilger Teil der Pizza-Connection, eines Gesprächskreises junger Politiker von CDU/CSU und Bündnis 90/Die Grünen, der seit 2014 eine Neuauflage feiert.

## Abgeordneter

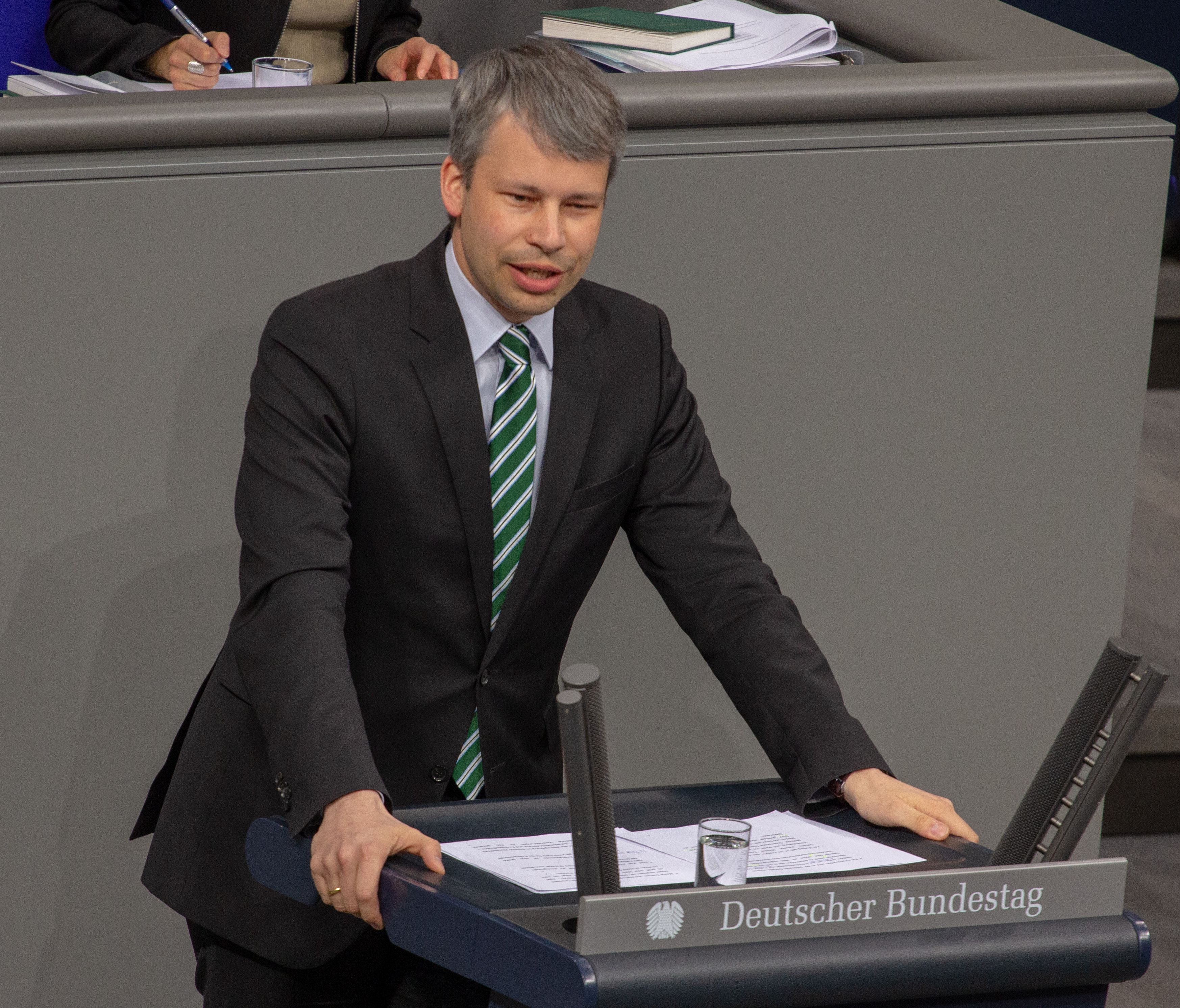
Steffen Bilger im Plenum des Deutschen Bundestages (2019)

2009 gewann Bilger bei der Bundestagswahl mit 39,9 % der Stimmen das Direktmandat im Wahlkreis 265 Ludwigsburg und wurde Mitglied des Deutschen Bundestages. Im 17. Bundestag war er ordentliches Mitglied im Ausschuss für Verkehr, Bau und Stadtentwicklung, Mitglied im Parlamentarischen Beirat für nachhaltige Entwicklung und stellvertretendes Mitglied in den Ausschüssen Gesundheit und Umwelt, Naturschutz und Reaktorsicherheit. Außerdem war er ordentliches Mitglied in der Enquete-Kommission Wachstum, Wohlstand, Lebensqualität.
Bei der Bundestagswahl am 22. September 2013 errang Steffen Bilger mit 50,4 % erneut das Direktmandat im Wahlkreis Ludwigsburg. Im 18. Bundestag war er ordentliches Mitglied im Parlamentarischen Beirat für nachhaltige Entwicklung, Ausschuss für Verkehr und digitale Infrastruktur, im Gemeinsamen Ausschuss und dem Eisenbahninfrastrukturbeirat, sowie Vorsitzender des Kuratoriums der Bundeszentrale für politische Bildung. Er war ebenfalls seit 2013 Vorsitzender des MIT-Verkehrsforums und seit dem Jahr 2016 ordentliches Mitglied im Vermittlungsausschuss des Deutschen Bundestages und des Bundesrates. Innerhalb der Arbeitsgruppe Verkehr der CDU/CSU-Bundestagsfraktion war Bilger unter anderem Berichterstatter für Alternative Antriebe. Er leitete auch den Parlamentskreis Elektromobilität des Deutschen Bundestages. Außerdem war er von 2014 bis Januar 2018 Vorsitzender der Jungen Gruppe, dem Zusammenschluss aller Unionsabgeordneten unter 35 Jahren.
Bei der Bundestagswahl am 24. September 2017 konnte Bilger mit 38,3 % erneut das Direktmandat in seinem Wahlkreis erringen. Bei den Koalitionsverhandlungen zwischen der Union und der SPD arbeitete Steffen Bilger in der Arbeitsgruppe „Verkehr, Infrastruktur“ mit. Von März 2018 bis Dezember 2021 war er Parlamentarischer Staatssekretär beim Bundesminister für Verkehr und digitale Infrastruktur. Von April 2018 bis 2021 war er zudem Koordinator der Bundesregierung für Güterverkehr und Logistik.
Bei der Bundestagswahl 2021 wurde Steffen Bilger mit 29,5 % der Erststimmen erneut in den Deutschen Bundestag gewählt. Zudem befand er sich auf Platz 4 der Landesliste seiner Partei in Baden-Württemberg.
Seit dem 13. Dezember 2021 ist Bilger stellvertretender Vorsitzender der CDU/CSU-Fraktion im Deutschen Bundestag.
Bei der Bundestagswahl 2025 konnte Bilger sein Ergebnis in seinem Wahlkreis auf 36,5 Prozent verbessern und wurde – erneut direkt – in den 21. Deutschen Bundestag gewählt. Am 5. Mai 2025 wurde er als Nachfolger von Thorsten Frei zum Ersten Parlamentarischen Geschäftsführer der CDU/CSU-Bundestagsfraktion gewählt.
Steffen Bilger ist Mitglied der überparteilichen Europa-Union Deutschland, die sich für ein föderales Europa und den europäischen Einigungsprozess einsetzt.

## Positionen und Kontroversen
Bilger lehnt eine Zuckersteuer, wie sie Großbritannien wegen der Zunahme von Adipositas eingeführt hat, ab.
In seiner Funktion als stellvertretender Fraktionsvorsitzender der Unionsfraktion in der 20. Wahlperiode des Bundestages kritisiert er die Landwirtschaftspolitik der Ampelkoalition im Interview mit dem Hauptstadtkorrespondenten der Agrarzeitung Patrick Pehl. Er bemängelt insbesondere die übermäßige Bürokratie und finanzielle Belastungen, die den deutschen Landwirten durch die Politik von Bundeslandwirtschaftsminister Cem Özdemir auferlegt werden. Bilger fordert eine Entlastung der Landwirte und eine Politik, die Ernährungssicherheit, Wettbewerbsfähigkeit und ländliche Entwicklung gleichermaßen fördert. Er lehnt die Vorstellung ab, dass Landwirte überkompensiert seien, und betont die Notwendigkeit von Technologieförderung und Bürokratieabbau. Bezüglich der Ukraine als EU-Beitrittskandidat sieht Bilger die Notwendigkeit besonderer Vereinbarungen für den Agrarsektor, um europäische Landwirte zu schützen. Außerdem kritisiert er Özdemirs Umgang mit Fleischkonsum und Stallumbauprogrammen und spricht sich für die Einhaltung der Schuldenbremse aus. Bilger will den deutschen Landwirten mehr Protektionismus zukommen lassen, wie er in einem Interview mit der Fachzeitung Agrarzeitung erklärt hat. Besonders den Beitritt und / oder den Mittelaufwuchs bei der Ukraine-Förderung sieht er komplex. Dazu gehöre aber eine verlässliche europäische Perspektive für die Ex-Sowjetrepublik. Auf der anderen Seite stehen die gut begründeten Schutzbedürfnisse der europäischen Landwirtschaft.
Bilgers Bezirksverband Nordwürttemberg initiierte zwei Beschlüsse beim Bundesparteitag 2018, die darauf zielten, der Deutschen Umwelthilfe (DUH) die Gemeinnützigkeit abzuerkennen und ihr die Möglichkeit der Verbandsklage zu nehmen. Gemäß einem weiteren Parteitagsbeschluss wollte sich die CDU zudem dafür einsetzen, dass die Deutsche Umwelthilfe keine Mittel mehr aus dem Bundeshaushalt bekommt. In diesem Beschluss heißt es konkret, die CDU in der Bundesregierung und die Unionsfraktion sollten „darauf hinwirken, dass bereits etatisierte Mittel, die noch nicht verbindlich zugesagt wurden, mit einem Sperrvermerk versehen werden und in künftigen Haushalten keine Mittel mehr für die DUH etatisiert werden“. Nach Bilgers Auskunft gehe es in den Anträgen lediglich darum, das Vorgehen der Umwelthilfe zu diskutieren.
Die Deutsche Umwelthilfe klagte beim Bundesverwaltungsgericht ein, dass geltende Grenzwerte eingehalten und damit evtl. Fahrverbote (Dieselfahrverbot) umgesetzt werden. Das ARD-Magazin Monitor wies darauf hin, dass in Bilgers Bezirksverband große Automobilhersteller und Zulieferer (Porsche, Daimler, Bosch u. a.) sitzen, Lobbyarbeit machen und Matthias Wissmann Ehrenvorsitzender des Bezirksverbandes ist. Zu Bilgers Haltung gegen die DUH sagte der Jurist Joachim Wieland, die Politik habe lange zugeschaut und aus Rücksicht auf die Automobilindustrie nicht eingegriffen. Jetzt versuche man den entstandenen Zorn von der Politik und der Automobilwirtschaft weg zu lenken, hin auf die Gerichte und die Deutsche Umwelthilfe.

## Privates
Seit April 2013 ist er mit Isabell Bilger (geb. Siedler) verheiratet. Sie sind Eltern dreier Kinder. Bilger ist evangelisch und bekennender Anhänger des VfB Stuttgart.